# Nagisa no Cassette VOL.2
『Nagisa no Cassette VOL.2』（なぎさのカセット・ヴォリューム・ツー）は、渚のオールスターズ2枚目のスタジオ・アルバム。1988年6月22日にCBS/SONY RECORDSから発売された。

## 概要
前作『NAGISA NO CASSETTE VOL.1』から半年ぶり、かまやつひろし加入後初のアルバム。
アルバムのCDのレーベル面、帯、背文字部分では「渚のカセット VOL.2」と表記されているが、実際のジャケットでは「Nagisa no Cassette vol,2」と表記されている。
全12曲中7曲がTUBEのセルフカバーで、「サマーガール」はかまやつひろしが在籍していたザ・タイガース、「Right On!」はスピニッヂ・パワー、「Last Page」は織田哲郎が在籍していたWHYのカバーである。
発売から2週間後の7月1日には、本作から「Be My Venus」がシングル・カットされ、カップリングには同作から「THE SEASON IN THE SUN」が英語バージョンとして収録された。

## カバー
本作発売後、「Be My Venus」を織田哲郎と亜蘭知子、「Summer Illusion」を栗林誠一郎がセルフカバーした。特に「Summer Illusion」は、栗林がBLIZARDへの楽曲提供の影響があったため、ヘヴィメタル色を強調した作品に仕上げている。

## 収録曲
- CDブックレットに記載されたクレジットを参照[3]。

| #  | タイトル | 作詞           | 作曲           | 編曲       | ボーカル                                       | 時間 |
| -- | --- | -------------- | -------------- | ---------- | ---------------------------------------------- | ---- |
| 1. | 「MORNING CALL FROM THE BEACH」(原曲：TUBE)                                                                  | わたせせいぞう | TUBE           | TUBE       | 前田亘輝 岩切玲子 栗林誠一郎 伊藤一義          | 4:48 |
| 2. | 「THE SEASON IN THE SUN」(原曲：TUBE)                                                                        | 亜蘭知子       | 織田哲郎       | 織田哲郎   | 織田哲郎                                       | 4:39 |
| 3. | 「Be My Venus」                                                                                              | 亜蘭知子       | 織田哲郎       | 織田哲郎   | 前田亘輝 織田哲郎 栗林誠一郎 亜蘭知子 伊藤一義 | 4:41 |
| 4. | 「サマーガール」(原曲：ザ・スパイダース)                                                                     | ささきひろと   | かまやつひろし | 葉山たけし | 前田亘輝 かまやつひろし                        | 3:16 |
| 5. | 「Rock'n Roll Medrey（ONJUKU-OUHARA-TAITOU抜けて〜オ・ネ・ガ・イRadio～真夏の夜はRock'n Roll）」(原曲：TUBE) | 前田亘輝       | 前田亘輝       | TUBE       | 前田亘輝 春畑道哉 角野秀行 松本玲二 伊藤一義   | 4:10 |
| 6. | 「SAIL AWAY FOREVER」(原曲：TUBE)                                                                            | かまやつひろし | 織田哲郎       | 葉山たけし | 前田亘輝 かまやつひろし                        | 4:53 |

| #         | タイトル                                  | 作詞       | 作曲       | 編曲       | ボーカル                                                      | 時間  |
| --------- | ----------------------------------------- | ---------- | ---------- | ---------- | ------------------------------------------------------------- | ----- |
| 7.        | 「Right On!」(原曲：スピニッヂ・パワー)   | 湯川れい子 | 長戸大幸   | TUBE       | 前田亘輝 織田哲郎 かまやつひろし 伊藤一義 栗林誠一郎 亜蘭知子 | 4:03  |
| 8.        | 「グッバイ・サマーデイズ」                | 織田哲郎   | 織田哲郎   | 織田哲郎   | 前田亘輝 織田哲郎                                             | 4:51  |
| 9.        | 「BLUES IN THE RAIN」(英訳詞：栗林誠一郎) | 角野秀行   | 栗林誠一郎 | 葉山たけし | 前田亘輝 栗林誠一郎                                           | 3:50  |
| 10.       | 「SUMMER ILLUSION」                       | 亜蘭知子   | 栗林誠一郎 | 増田隆宣   | 栗林誠一郎 亜蘭知子 前田亘輝 伊藤一義                         | 4:55  |
| 11.       | 「Get Up」                                | 前田亘輝   | 前田亘輝   | 前田亘輝   | 前田亘輝                                                      | 4:26  |
| 12.       | 「Last Page」(原曲：WHY)                  | 長戸秀介   | 織田哲郎   | 織田哲郎   | 織田哲郎                                                      | 4:15  |
| 合計時間: | 合計時間:                                 | 合計時間:  | 合計時間:  | 合計時間:  | 合計時間:                                                     | 52:49 |

## スタッフ・クレジット
- CDブックレットに記載されたクレジットを参照[4]。

### 参加ミュージシャン
- TUBE
  - 前田亘輝 - ボーカル
  - 春畑道哉 - ギター
  - 角野秀行 - ベース
  - 松本玲二 - ドラム
- 亜蘭知子 - ボーカル
- 伊藤一義 - ボーカル
- 織田哲郎 - ボーカル
- 栗林誠一郎 - ボーカル
- かまやつひろし - ボーカル
- 勝田一樹 - サックス
- 葉山たけし - ギター
- 増田隆宣（BLUEW） - キーボード

### 録音スタッフ
- 前田亘輝 - サウンド・プロデューサー
- 長戸大幸 – プロデューサー
- 小松久 – ディレクター
- 中島正雄 – ディレクター
- 渡部良 – ディレクター
- 坂本充弘 – レコーディング・エンジニア
- 西秀男 – レコーディング・エンジニア
- スタジオバードマン・ミキシング・チーム – レコーディング・エンジニア
- いしいひさと – アシスタント・エンジニア

### 美術スタッフ
- 仁張明男 – アート・ディレクション、デザイン、写真撮影
- 坂井智明 - アート・ディレクション、デザイン
- 山内順仁 – 写真撮影
- 中村征夫 – 写真撮影
- 十川ヒロコ – 衣装
- Sunaho Tsuchiya - 衣装

### その他スタッフ
- 橋爪健康 – エグゼクティブ・プロデューサー
- 菅原潤一 – エグゼクティブ・プロデューサー
- 大森絹子 - スペシャル・サンクス

## リリース日一覧
| No. | リリース日    | レーベル    | 規格 | カタログ番号 |
| --- | ------------- | ----------- | ---- | ------------ |
| 1   | 1988年6月22日 | CBS・ソニー | LP   | 28AH-5074    |
| 2   | 1988年6月22日 | CBS・ソニー | CT   | 28KH-5074    |
| 3   | 1988年6月22日 | CBS・ソニー | CD   | 32DH-5074    |